# Via falsa

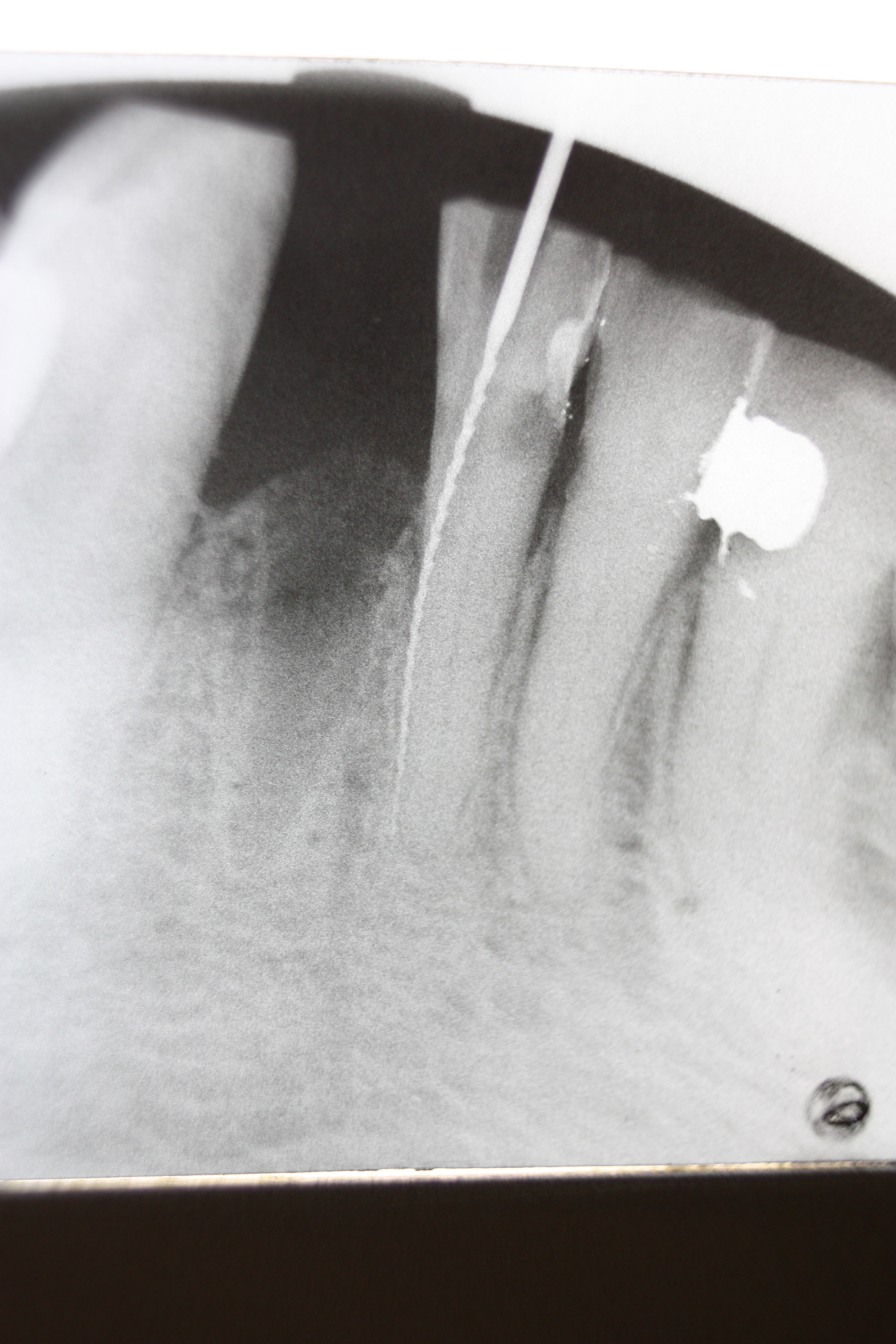
Perforierter Zahn 31 im Röntgenbild

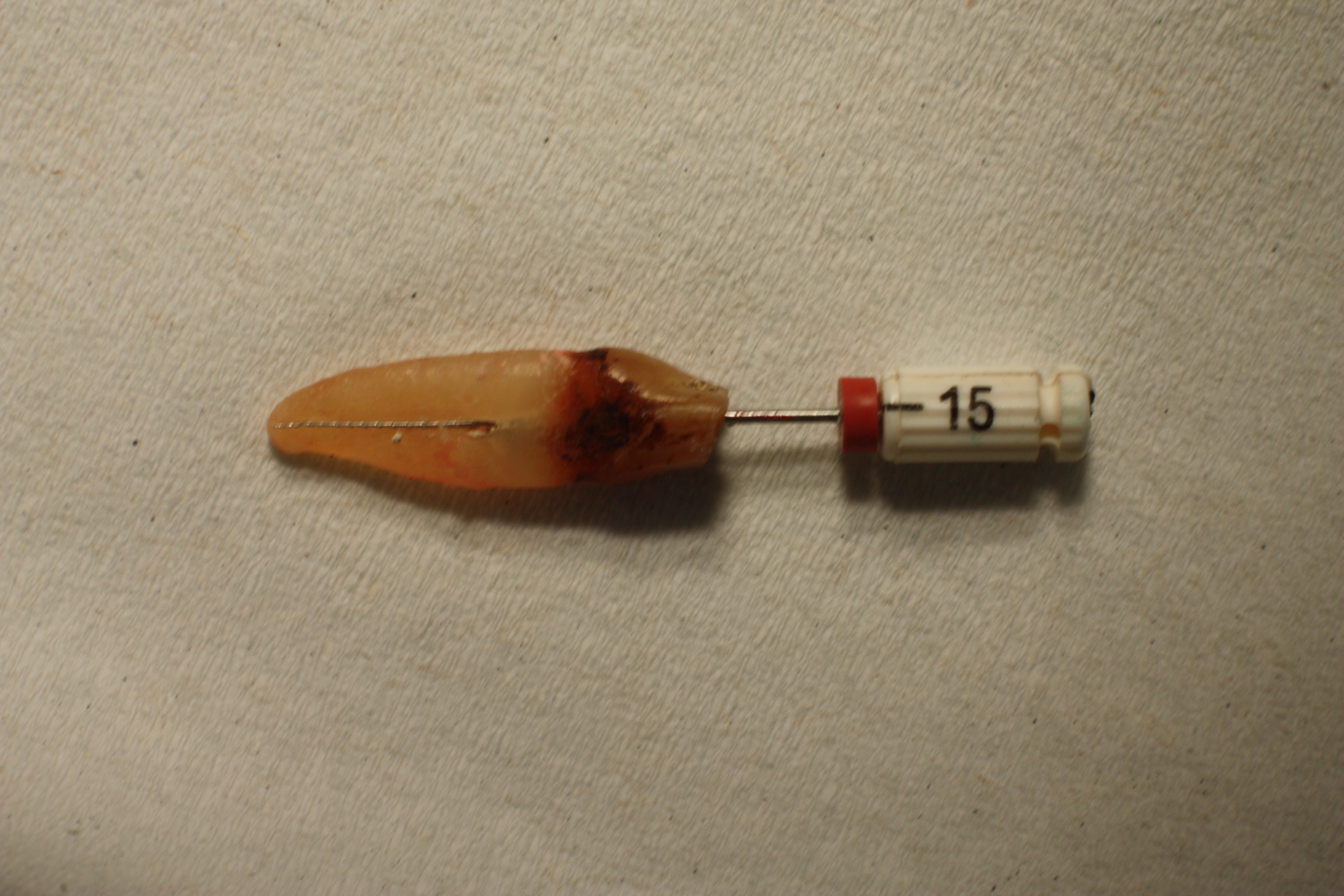
Der gleiche Zahn nach der Extraktion

Via falsa [lateinisch für „falscher Weg“, zu: via (‚Weg‘) und falsus (‚falsch‘)] bezeichnet in der Medizin das im Rahmen operativer Eingriffe unbeabsichtigte (iatrogene) Verlassen des korrekten bzw. geplanten Verlaufs eines eingebrachten Instruments oder Fremdmaterials, meist außerhalb anatomisch definierter Strukturen, wie z. B. Blutgefäßen, Magen-Darm-Trakt, Zahnwurzel (z. B. bei Wurzelkanalbehandlung) oder Harnröhre (z. B. bei Katheterismus oder Zystoskopie).
Dies kann folgenlos bleiben oder abhängig von der Lokalisation zu schwerwiegenden Komplikationen wie beispielsweise Perforation, Blutung oder Infektionen führen.